# گوهر مراد (کتاب)

گوهر مراد نام کتاب مشهوری به زبان فارسی است از ملا عبدالرزاق لاهیجی. این کتاب حاوی مطالبی در کلام، حکمت، اخلاق و عرفان است.
لاهیجی هدف خود را در این کتاب بر آن قرار داده تا طوری بنویسد «که مبتدیان را از اَقربِ طُرُق به مطلب رسانَد و متوسطان را از بَوادیِ حیرت رهاند، و منتهیان را خزانهٔ نُقودِ معقولات غیر مغشوشه به اوهام و خیالات شدن تواند».
آیت‌الله قاضی طباطبایی دربارهٔ این کتاب گفته‌است:
اَشهر تألیفات محقق لاهیجی کتاب گوهر مراد است که به زبان فارسی با عبارات سلیس و دل‌پذیر تألیف فرموده‌است و از نفیس‌ترین کتبی است که به زبان فارسی در اصول دین و معارف الهیه و عقاید دینیهٔ اسلامیه نوشته شده است
.

## پانوشت‌ها
1. ↑  دربارهٔ گوهر مراد[پیوند مرده]
2. ↑  زندگی‌نامهٔ محقق لاهیجی